# 费拉西耶尔
费拉西耶尔（法語：Ferrassières，法語發音：[fɛʁasjɛʁ]）是法国德龙省的一个市镇，属于尼永斯区。

## 地理
费拉西耶尔（44°8'8"N, 5°28'42"E）面积29.27 平方千米，位于法国奥弗涅-罗讷-阿尔卑斯大区德龙省，该省份为法国东南部内陆省份，北起顺时针与伊泽尔省、上阿尔卑斯省、上普罗旺斯阿尔卑斯省、沃克吕兹省和阿尔代什省接壤。
与费拉西耶尔接壤的市镇（或旧市镇、城区）包括：莱索梅尔格、勒韦斯迪比翁、巴雷德利乌尔、蒙布兰莱班、欧雷勒、圣特里尼。

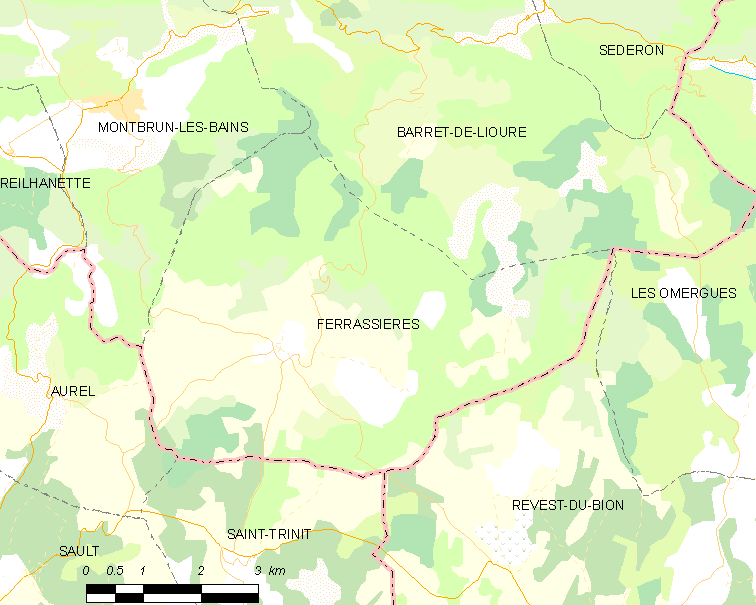
费拉西耶尔的OSM定位图

费拉西耶尔的时区为UTC+01:00、UTC+02:00（夏令时）。

## 行政
费拉西耶尔的邮政编码为26570，INSEE市镇编码为26135。

## 政治
费拉西耶尔所属的省级选区为尼永斯-巴罗尼县。

## 人口

1962-2008年间费拉西耶尔人口变化图示

费拉西耶尔于2022年1月1日时的人口数量为123人。